# Горещ шоколад
Горещият шоколад е напитка, състояща се от какао на прах или разтопен шоколад, понякога и парченца шоколад за украса, мляко или вода, както и захар, обикновено предназначена за топла консумация. Шоколадът за пиене е подобен на горещия шоколад, но по-скоро се прави от разтопени парчета шоколад или шоколадова паста, отколкото разтворима във вода смес. Също така е възможно шоколадът за пиене да не е толкова сладък на вкус, колкото горещия шоколад.
Счита се, че първата шоколадова напитка е създадена от маите преди около две хиляди години, а какаова напитка е била съществена част от културата на ацтеките. Напитката става популярна в Европа след като е пренесена от Мексико и впоследствие претърпява някои промени. До XIX век горещият шоколад е влизал и в медицинска употреба, за да лекува стомашни разстройства и неразположения. В наши дни е консумирана по цял свят напитка и се срещат различни нейни разновидности – от по-редкия горещ шоколад, срещан в Съединените американски щати, до консистентната италианска cioccolata densa.

## История
В гробница от ранния класическия период (460 – 480 г. н.е.) край Рио Азул, Гватемала, са намерени купички с йероглифи за какао и остатъци от шоколадова напитка.
За направата на напитката, която била сервирана студена, към какаовите зърна маите прибавяли вода, царевично брашно, люти чушки и някои подправки. След това наливали напитката в специален съд до образуване на гъста пяна. Шоколадът бил достъпен за хора от всички социални класи в цивилизацията, макар че по-заможните отпивали от богато украсени съдове.
Това, което испанците нарекли чоколатл, била напитка на шоколадова основа, сервирана студена и овкусена с ванилия, също и някои други подправки.
Имайки предвид, че захарта все още не била позната в Северна и Южна Америка, напитката ксоколатл била смятана за т.нар. „постигнат вкус“. Напитката имала пикантен и горчив вкус, за разлика от съвременния горещ шоколад със сладък вкус, който познаваме. По отношение дали била сервирана гореща, различните източници разкриват различни сведения. Хосе де Акоста обаче, живял в Мексико и Перу испански йезуитски мисионер, описва ксоколатл като „напитка с горчив вкус, към която местните са наистина привързани“.

### Европейска адаптация
След разгромяването на войниците на Монтесума, испанският конкистадор Ернан Кортес се завръща в Испания през 1528 година, носейки със себе си какаови зърна и приспособления, необходими за приготвянето на шоколадова напитка. По това време шоколадът все още съществувал само и единствено под формата на горчивата напитка от маите. Сладкият на вкус горещ шоколад и шоколадовите блокчета са създадени по-късно.
Популярността на напитката в Европа започнала да нараства малко по малко. Скоро се превърнала в модерна напитка, характерна за испанското висше общество. В допълнение, какаото било давано като зестра, когато членове на кралското семейство се женели. Шоколадът бил много скъп в Европа, тъй като какаото било внасяно от Южна Америка.
През XVII век се появява сладкият горещ шоколад, превърнал се в лукс сред европейската аристокрация. Дори когато била отворена първата шоколадова къща, през 1657 година, шоколадът все още бил скъп: цените варирали от 50 до 75 пени (приблизително 10 – 15 шилинга) за паунд.
Към края на XVII век физикът и председател на Кралския колеж на физиците Ханс Слоун посетил Ямайка, където опитал напитката и му се сторила отвратителна, но щом добавил мляко му допаднала. Когато се завърнал в Англия, той носил със себе си рецептата, представяйки на останалите европейци своята идея.
Дело на Конрад Йоганес ван Хоутен е първата машина за произвеждане на какао на прах, създадена през 1828 година в Нидерландия. Тя отделяла какаовото масло от какаовите семена и така се получавало филтрираното, „чисто“ какао на прах. Прахта, подобна на използваното днес инстантно какао на прах, била по-лесна за разбъркване в мляко или вода. Последвало важно откритие: твърдият шоколад. Тогава думата шоколад служела по-скоро за обозначаване на шоколада на блокчета, отколкото напитката.

## Ефект върху здравето
Въпреки че горещият шоколад винаги се пие за удоволствие, той би могъл да бъде добър за здравето. Полезното му действие се крие в някои антиоксиданти. Три века, от XVI до XIX век, горещият шоколад е използван и като лекарство, и като напитка. Изследователят Франциско Хернандез пише, че шоколадовите напитки могат да се борят с треската и различни болести. Друг изследовател, Сантяго де Валверде, смятал, че горещият шоколад, приеман в големи количества, спомага за преодоляване на проблеми с гърдите, а в малки количества – преодоляване на стомашни проблеми. Когато шоколадът пристига за пръв път във Франция през XVII век, той бил използван, „за да се бори с гнева и лошото настроение“. Може би това е заради химикал, който подобрява настроението. Горещият шоколад има и своите отрицателни качества: съдържа голямо количество калории, наситени мазнини и захар; кофеинът, който какаото съдържа, също може да повлияе негативно на здравето.